# بليتفليل (إلينوي)
بليتفليل (بالإنجليزية: Plattville)‏ هي منطقة سكنية تقع في الولايات المتحدة في إلينوي.